# Claude Arabo
Pour les articles homonymes, voir Arabo.
Claude Arabo, né le 3 octobre 1937 à Nice et mort dans cette même ville le 2 juillet 2013, est un escrimeur français, pratiquant le sabre. De par sa présence régulière sur les podiums des championnats du monde et des Jeux olympiques, il est le meilleur sabreur français des années 1960.

## Biographie
Il perd en finale des Jeux olympiques de 1964 à Tokyo contre le Hongrois Tibor Pézsa.

## Palmarès
- Escrime aux Jeux olympiques
  -  Médaillé d’argent au sabre individuel aux Jeux olympiques de 1964
- Championnats du monde d'escrime
  -  Médaillé de bronze au sabre individuel des championnats du monde d'escrime 1962
  -  Médaillé de bronze au sabre par équipe des championnats du monde d'escrime 1965
  -  Médaillé de bronze au sabre par équipe des championnats du monde d'escrime 1966
  -  Médaillé de bronze au sabre par équipe des championnats du monde d'escrime 1967
- Championnats de France d'escrime
  -  Champion de France au sabre 1960
  -  Champion de France au sabre 1961
  -  Champion de France au sabre 1962
  -  Champion de France au sabre 1964
  -  Champion de France au sabre 1965

## Sources
- Kamper, Erich: Lexikon der 14 000 Olympioniken, s. 10. Leykam-Verlag, 1983.  (ISBN 3-7011-7144-0).
- Wallechinsky, David: The Complete Book of the Olympics, s. 281, 285–286. , 1988.  (ISBN 0-14-010771-1).